# 존 투키
존 와일더 투키(영어: John Wilder Tukey, 1915년 6월 16일~2000년 7월 26일)는 FFT(Fast Fourier Transform) 알고리즘(Cooley–Tukey FFT algorithm)과 박스 플롯의 개발자로 잘 알려진 미국 수학자이자 통계학자이다. 투키 범위 검정(Tukey range test), 투키 람다 분포(tukey lambda distribution), 투키 가산성 검정(Tukey test of additivity) 및 타이히뮐러-투키 보조정리(Teichmüller–Tukey lemma)이 모두 그의 이름을 가지고 있다. 그는 또한 컴퓨터과학에 영향을 끼치기도 했는데 '비트'(bit)라는 용어를 만들었고 '소프트웨어'(software)라는 단어를 처음으로 사용했다.

## 같이 보기
- 컴퓨터 과학의 선구자 목록(List of pioneers in computer science)